# M117
M117 är en amerikansk flygbomb som togs i tjänst i början av 1950-talet. M117 är en minbomb där mer än hälften av bombens massa består av sprängmedel. Jämfört med sprängbomber som Mark 83 är M117 kortare och tjockare vilket begränsar vapenbärarens hastighet till underljudsfart om den bärs som extern last. Som intern last är längd/diameter-förhållandet idealiskt och M117 har länge varit standardvapen för bombflygplanet Boeing B-52 Stratofortress som kan bära 27 stycken i bombrummet plus ytterligare 24 externt på de två vapenbalkarna under vingarna. Andra vapenbärare är North American F-100 Super Sabre och Republic F-105 Thunderchief.
M117 har efter hand ersats av bomberna i Mark 80-serien. Den sista bomben i USAF:s arsenal fälldes under en bombövning utanför Guam 26 juni 2015. Israels flygvapen har fortfarande M117 och den har använts mot mål i Gazaremsan så sent som 2023.
I datorspelet War Thunder kan svenska Sk 60 beväpnas med M117, men det vapenalternativet har aldrig använts i verkligheten.

## Varianter
- M117A1 – Ursprunglig variant laddad med 183 kg tritonal
- M117A2 – Variant laddad med 171 kg minol för att hantera bristen på trotyl under Vietnamkriget
- M117D – Variant utrustad med magnetutlösning, används som sjömina.[6]
- M117R – Variant utrustad med MAU-91A/B fensektion för bombning på låg höjd.[6]
- M117 cone 45 – Variant med 24° respektive 135° vinkel mellan fenorna. Anpassad för att få plats i bombrummet på en Sud Aviation Vautour.
- BOLT-117 – Världens första laserstyrda bomb försedd med KMU-342 målsökare och styrsystem. Senare även kallad GBU-1.
- MC-1 – Variant avsedd för kemisk krigföring laddad med sarin.

## Bilder

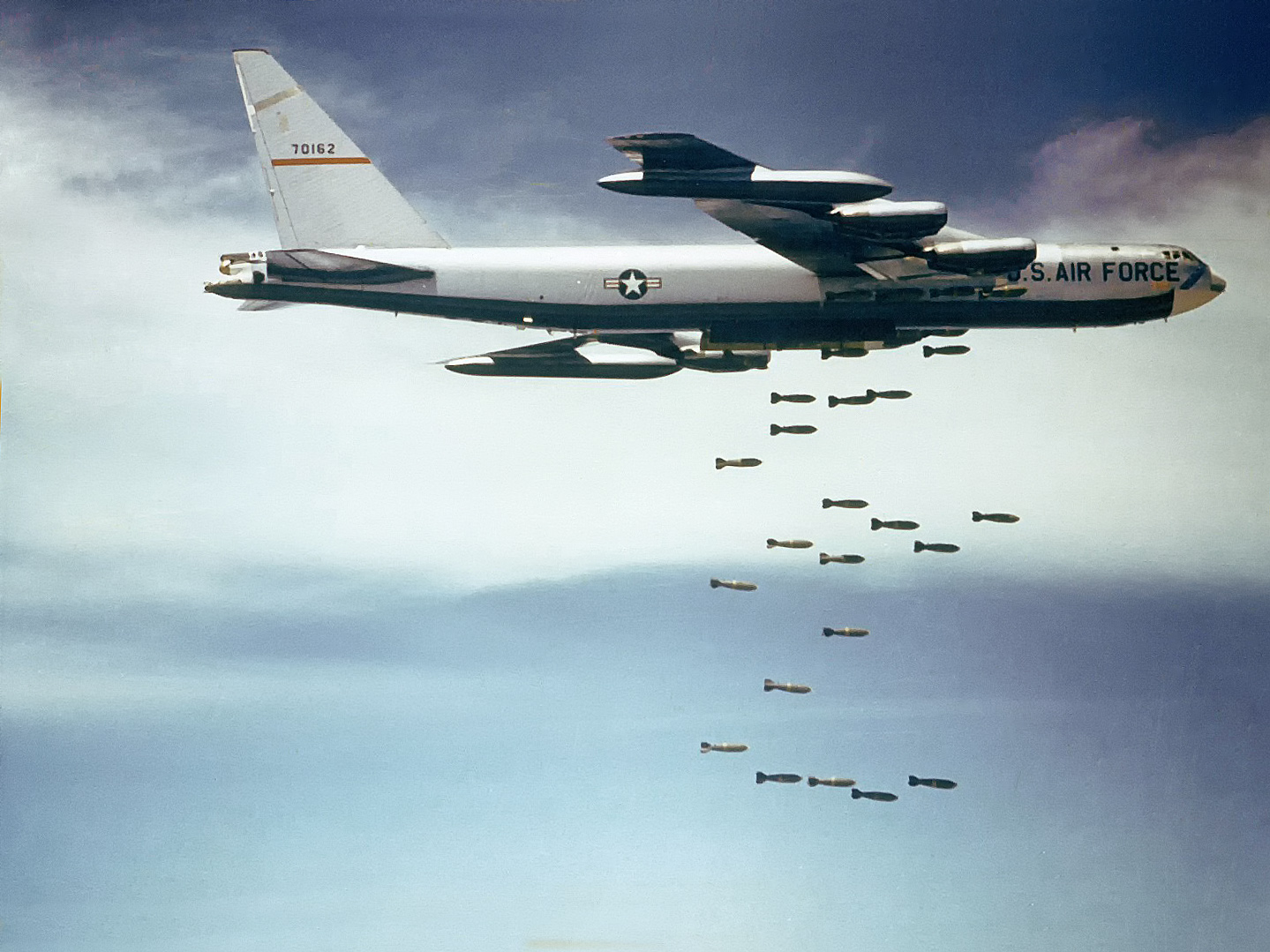
En B-52F fäller 51 stycken M117 över Nordvietnam.
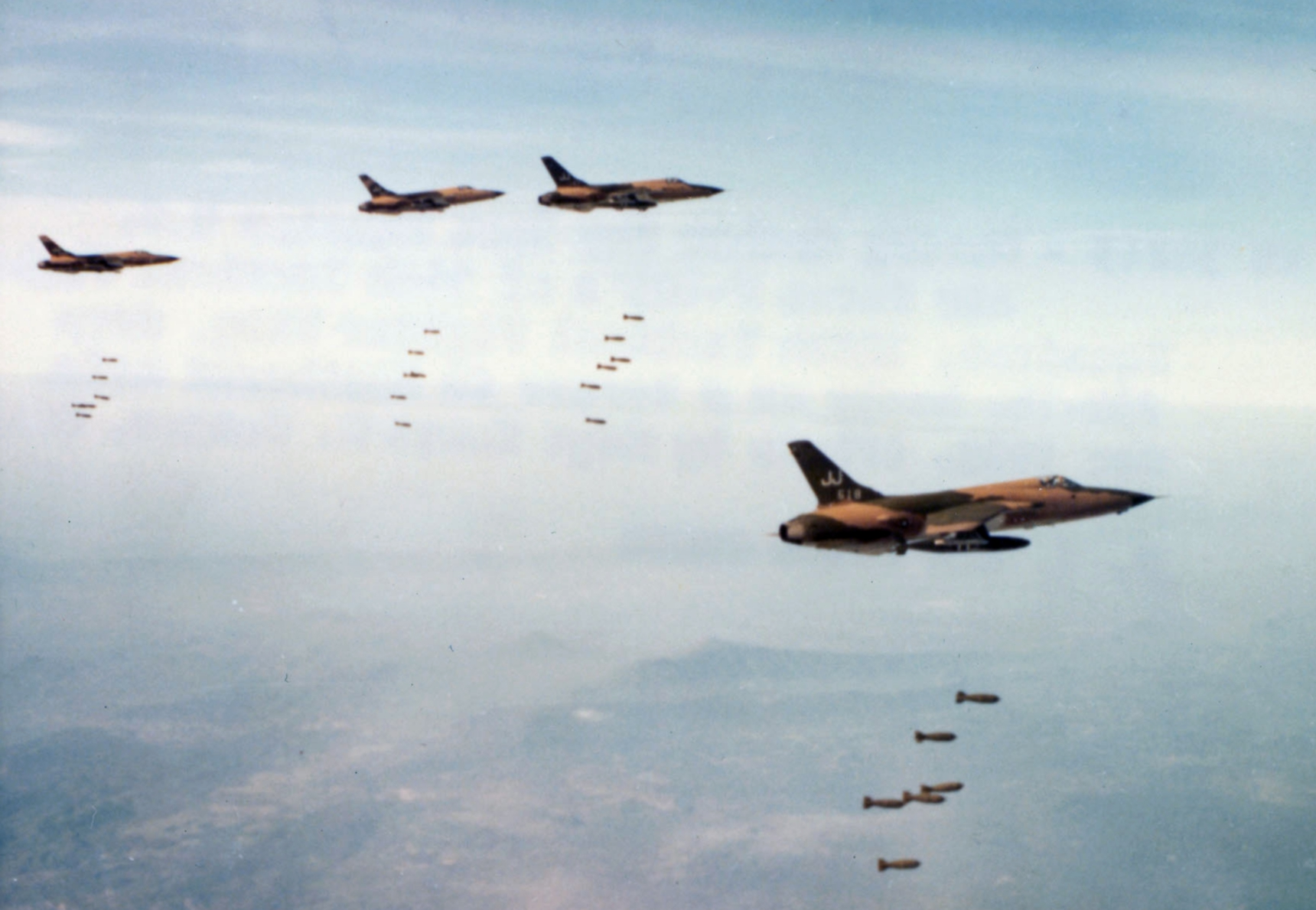
Fyra stycken F-105D fäller sex M117 vardera under operation Rolling Thunder.